# 食料安全保障
食料安全保障（しょくりょうあんぜんほしょう、英:Food security）とは、食料の入手可能性とその方法に関する国家レベルの事項である。
食料安全保障について議論等が行われる場合、日本国内では農林水産省による定義内容に従った経済安全保障の一部として取り扱われ、国際的には国連食糧農業機関・アメリカ農務省による定義内容に従った人間の福利達成の一部として取り扱われることが多い。
なお表記については、食糧安全保障とする場合もある。このとき食料・食糧を同義とする場合と、「食料」を食品一般とし「食糧」を主食穀類と使い分けることもある。記事冒頭の農林水産省の用例のように、政府機関では「食料安全保障」を用いることが多い。

## 定義
この用語については、場合により次の例のような定義の違いがある。

## 概説

食料の生産は人口の増加を上回ってきた

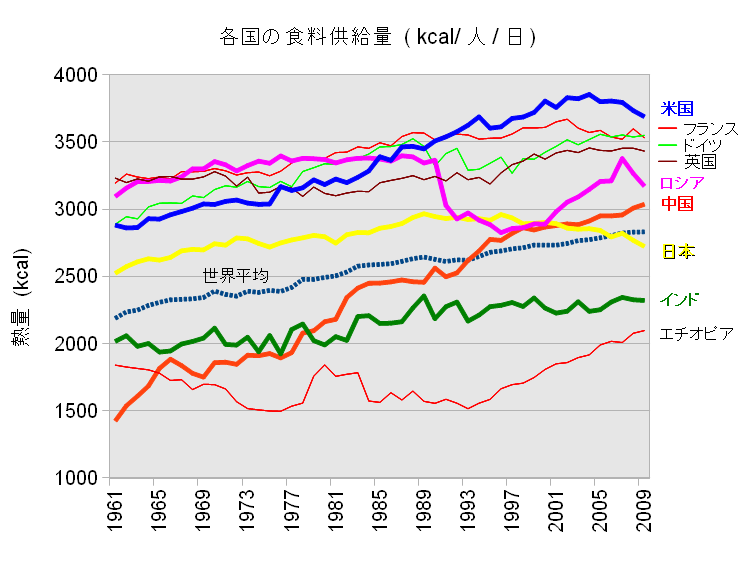
各国の食料供給量 (kcal/人/日)

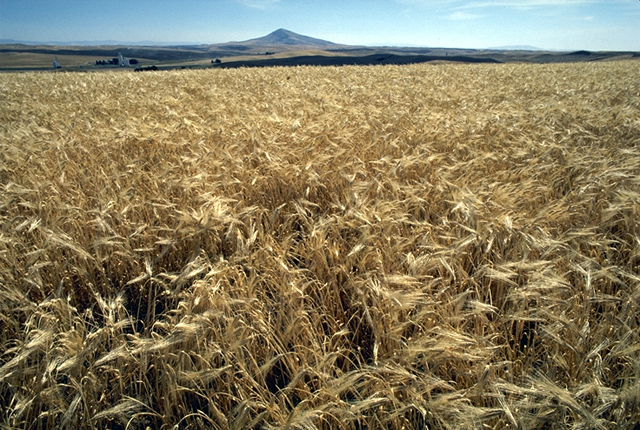
大麦は家畜の主な飼料穀物である

家族の構成員が空腹や飢餓の恐れにある場合、家族のその他の構成員が食料を確保すると考えられている。世界資源研究所によると、世界で生産された一人当たりの食料は過去数十年において増加したという。2006年、MSNBCは世界の過体重の人の数は10億人で、栄養失調に悩む人の数8億人より多いと報じた。 2004年のBBCの記事によると、世界で最も多い人口を抱える中国では肥満に悩む人が多いという。
世界では8億5200万人の人が極度の貧困のため絶えず亡くなっており、20億人がさまざまな程度の貧困のため、断続的に食料を手に入れることができないでいる。（ソース：FAO、2003年）2007年後半、バイオ燃料の利用の増加や石油価格が1バレルあたり100ドルを超えたこと、世界人口の増加、気候変動、住宅や産業開発による農業用地の喪失とインドや中国の消費者需要の増加は穀物の価格を押し上げた。近年、食料を求める暴動が世界各地で起きている。
石油ピークや水ピーク、穀物ピーク、魚介ピークなどのピーク現象によって食料を安定的に確保することはますます困難になっている。2007年11月時点において、世界人口の半数以上である33億人の人々が都市部で生活している。農作物の供給崩壊は前例のない都市部での食料危機を比較的短期間で突然引き起こすかもしれない。二千ゼロ年代後半の世界的な金融危機は穀物価格の上昇にもかかわらず、農業の信用にも影響を与えている。食料安全保障は複雑な問題であり、多くの試練の上に立っている。
食料安全保障について、食料の生産とその入手について科学的、社会学的、経済学的観点からまとめた資料が2009年から刊行されるようになった。発展途上国では70%以上の人々が地方で暮らしている。その文脈において、零細農家の農業技術の発展は土地を持たない人々に彼らが住む共同体にとどまる機会を与えている。世界の多くの地域において、土地を所有することはできず、こうして生活のために農業を営むための土地を求める人々がその土地を改善するための奨励金を得ることはほとんどない。
アメリカには人口の1%弱に当たる約200万人の農家がいる。食料の消費と貧困は深い関係がある。極度の貧困から脱出することができるほど経済的な余裕がある農家が飢えに苦しむことはほとんどないが、貧しい農家は飢えに苦しむだけでなく、食料不足や飢饉が起きた場合の、最も危険な階層に属している。
食料有事には食料を確保できている状態から大規模な飢饉までさまざまな段階がある。「飢饉と飢えは食料有事に起因する。食料有事はともに慢性的なものまたは一時的なものに分類されうる。慢性的な食料有事の状態にあると飢饉や飢えの被害にあう可能性が高い。食料を確保できれば飢えから逃れることができると予想される。（慢性的な）飢えは飢饉でない。それは栄養不良と似ており、貧困と関連があり、主として貧しい国において存在する」。

## アメリカにおける食料安全保障

### 共同体食料安全保障
共同体食料安全保障（Community food security, CFS）とは共同体の自立と社会正義を最大化する維持可能な食料システムを通じて共同体に住むすべての住民が安全で文化的な生活を送るために十分な食料を得ることができる状態である。
共同体食料安全保障連合によって共同体食料安全保障の6つの基本原則が以下のように定義されている。
- 低所得者食料需要 飢餓撲滅運動のように、CFSは低所得者共同体の食料需要への対処と飢餓の削減、個人の健康に焦点を当てる
- 幅広い目標 CFSの目標は貧困と飢餓の増大、耕作可能地の喪失と家族農業の消失、スーパーマーケットのレッドライニング、地方の共同体の崩壊、都市郊外の疲弊、持続可能でない食料生産と配分傾向による大気や水の汚染など食料システムや共同体開発、そして環境に影響を与え広範囲にわたる問題を解決することである
- 共同体の重視　CFSのアプローチは共同体が必要とする食料資源の自給を目指している。これらの資源はいくつか例を挙げると、スーパーマーケット、ファーマーズマーケット、野菜園、運送業、共同体に基づく食品加工のベンチャー企業や都市部の農業を含みうる。
- 自己依存/エンパワーメント 共同体食料安全保障計画は個人が食料を自給する能力を形成することを重視する。共同体食料安全保障は共同体および個人の能力の不足に焦点を当てるよりむしろ資産を築こうとする。共同体食料安全保障は計画立案、実行、評価のすべての段階において共同体の住民の連携を強化しようとする。
- 地域に根ざした農業 安定した農業基盤は共同体食料供給システムの鍵である。農家は市場の利用者が増え、彼らの労働に見合った代価がきちんと支払われ、農地を郊外の都市開発から保護する計画が立てられることを必要としている。農家と消費者の間に強い絆を築くことによって、消費者はより多くの知識と彼らの食料資源に対する感謝の念を得ることができる。
- 体系に基づくこと CFSの計画は一般的に内部規範的であり、多くの境界を越え、多数の機関との共同作業を具体化する

### 食料有事
食料有事とは「人が生産的な生活を送るために必要なエネルギーと栄養価を持った基本的な食料を手に入れることができない状態」である。（ハンガー・タスク・フォース）2005年、家族で暮らす2270万人の大人と1240万人の子供を含む3510万人のアメリカ人がその年に必要な食料を手に入れることができなかった。
より食料を手に入れることができそうにない家族は貧困線以下の収入で暮らす母子家庭であり、彼らは都市部にも地方にも住んでいる。2003年から2005年にかけて、食料を必要な食料を手に入れることができなかった家族が多かった上位3州はニューメキシコ州（16.8%）、ミシシッピー州（16.5%）、テキサス州（16.0%）である。
アメリカ農務省の報告書は次のような疑問を投げかけている。「食料を手にすることができない家族の中で、人々はどれくらいの頻度で飢えているのか？」。約4%の人が少なくとも1年に1度は飢えていると報告されており、また1日中何も食べ物を与えられない人は0.5%から0.8%はいると推定されている。
2009年3月1日、アソシエイテッド・プレスはアメリカで飢餓の危機に瀕するたくさんの子供の例を紹介した。その記事は子供のすべての母親について語られていたが、父親については一度も触れなかった。また、母親たちの一部は子供に果物や野菜、牛乳など栄養のある食べ物ではなく、ポテトチップスやホットドッグのようなジャンクフードを与えていると述べた。

## 発育不全と慢性的栄養不良

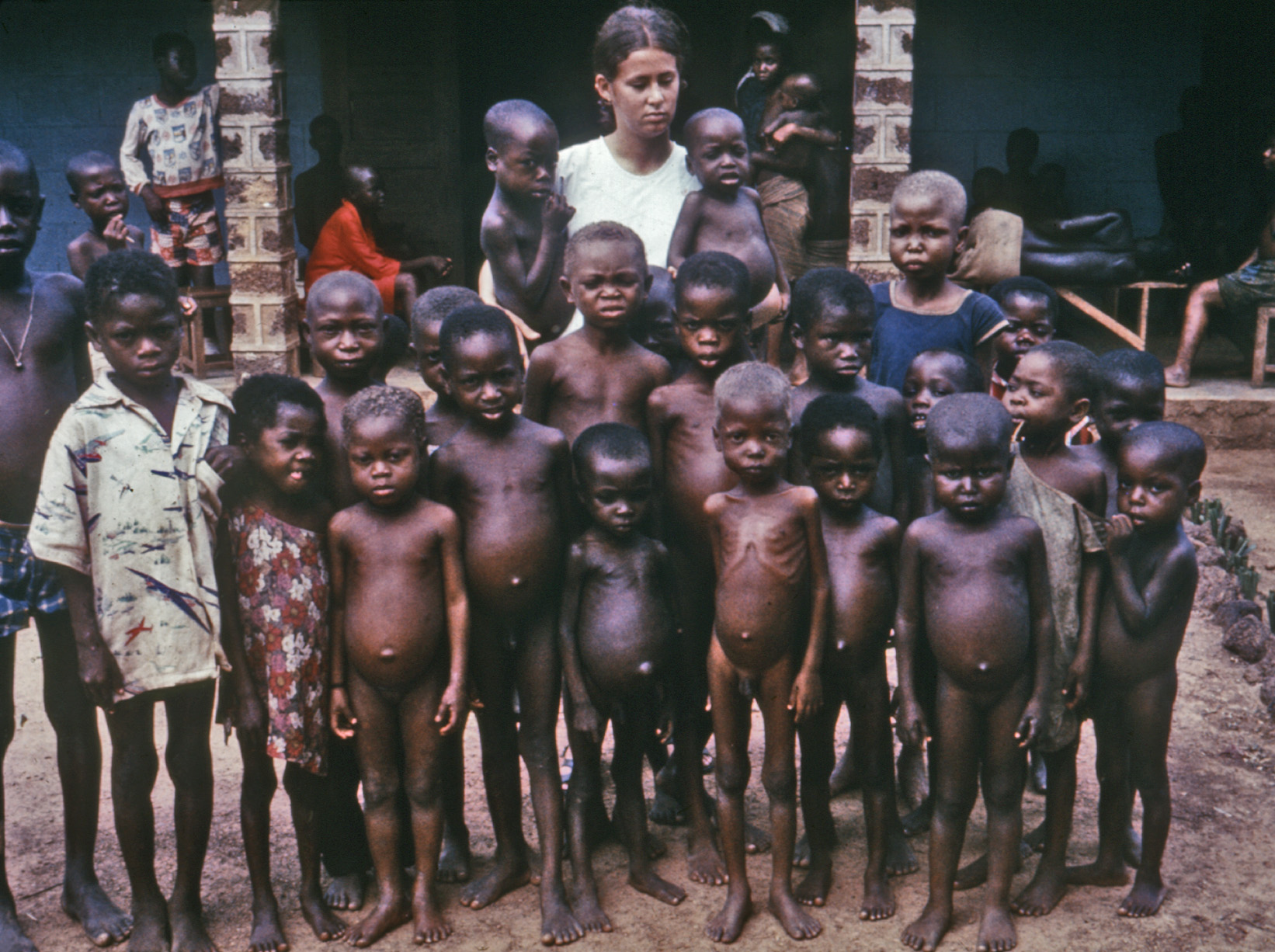
1960年代後半にカロリーとたんぱく質の摂取不足のため発育不全になったナイジェリアの孤児院の子供と看護婦

多くの国々が絶え間のない食料不足と流通の問題を抱えている。慢性的かつ頻繁な飢餓に膨大な数の人々が苦しんでいる。慢性的な飢餓と栄養不良のため、医学用語では発育不全として知られる身長が伸びない病気に苦しむ人が増えている。これは母親がおよそ1年の1/3以上その状態が続くと子宮の中でそのプロセスが始まる。それは高い確率で子供を死に至らせるが、飢饉に比べると死亡率は低い。発育不全になると、後に栄養状況が改善されても被害を回復することはできない。発育不全それ自体は利用可能なカロリーで体のサイズを決定するメカニズムである。低いエネルギー（カロリー）のため、体の大きさが限定されることは次の3つの方法で健康に悪影響を与える。
- 成人後の早期臓器不全　例えば発育不全になると、心臓の早期の発育段階で構造的な欠陥のため、50歳で心不全のため死亡するおそれがある
- 発育不全の人はそうでない人と比べて病気にかかる確率がはるかに高い
- 幼い頃の深刻な栄養不良は認識能力の発達段階における欠陥にしばしばつながる

「分析は…マルサスが用いた生存の概念の本質的な誤謬を指摘し、そしてそれは現在もそのまま広く認識されるとしている。生存は栄養上の限界によって決まるのではなく人口統計学上の大惨事によって決まる。生存には1つではなく、いくつもの段階があり、その意味において人口と食料供給は均衡を保つことができるが、それが維持可能かどうかは定かではない。しかし、ある段階では生存できる人の数は少なく、他の段階より高い致死率を記録することがありうる」。

## 地球規模の水の危機

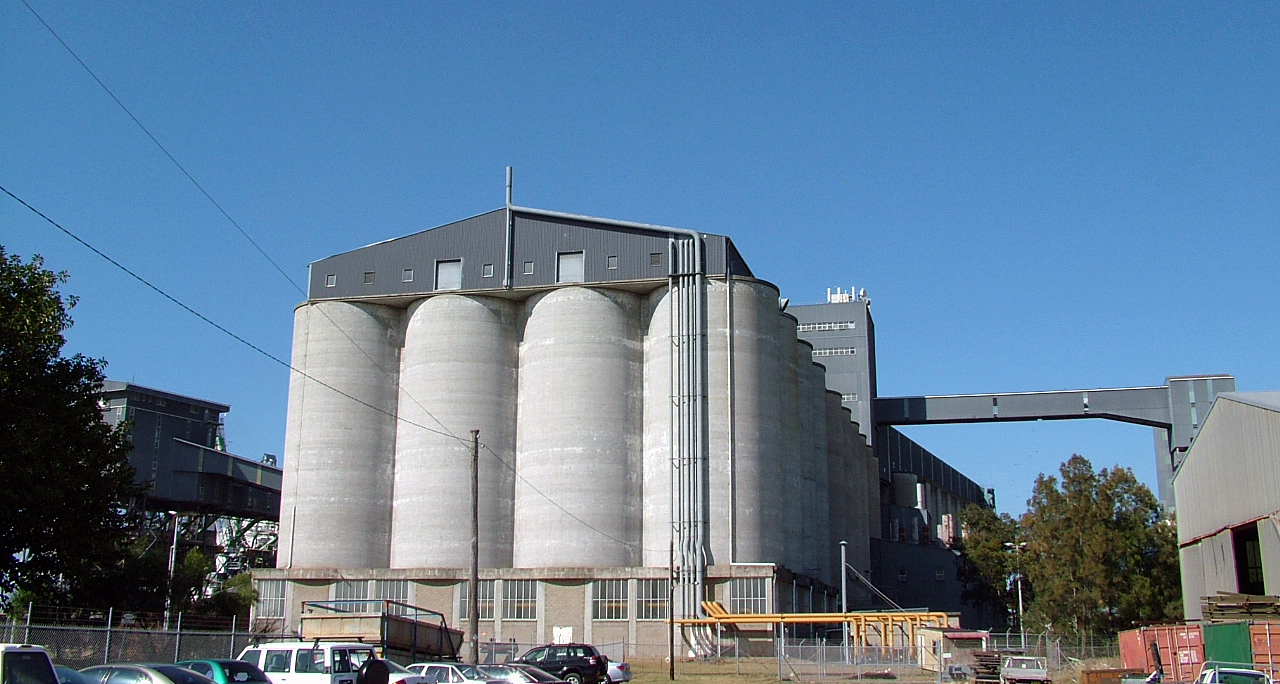
オーストラリアの穀倉施設。

水不足は既に小国の穀物の輸入増加に拍車をかけており、インドや中国のような大国もそれに続くかもしれない。強力なディーゼル・ポンプや電力ポンプを用いた地下水の過剰採取により、地下水の水位はアメリカ、インド、中国北部を含む世界各地で低下しており、パキスタンやアフガニスタン、イランはその影響を受けている。これはゆくゆくは水の枯渇と穀物収穫の減少につながる。中国はそのような地下水の過剰採取を行ってさえ穀物不足の状態が続いている。もしそのようなことになれば穀物価格が上昇するのは確実である。今世紀中頃までに世界で30億人が既に水不足に陥っている国で生まれると予想されている。インドと中国に次いでアフガニスタン、エジプト、イラン、メキシコやパキスタンなどの小国が大規模な水不足に陥っている。パキスタンを除くこれらの国々では既に穀物の大部分を輸入に頼っている。しかし、パキスタンの1年間の人口増加数は400万人に上るため、穀物を世界市場に求める日もそう遠くなさそうである。

## 土壌の劣化
農業に対するインセンティブはしばしば土壌の疲弊と農業用地の減少という悪循環につながる。世界の農業用地の約40%が深刻な土壌劣化の状態にある。国連大学のガーナに拠点を置くアフリカ天然資源研究所によると、アフリカでは現在の土壌劣化の傾向が続けば、2025年には人口の25%しか食料が供給できなくなるかもしれないという。

## 土地の買収
豊かな国々の政府や企業は長期的な食料を確保するため、何百万haもの発展途上国の農業用地を買収している。国連食糧農業機関事務局長のジャック・ディウフは、こうした土地の買収は貧しい国々が自国の飢えた国民を犠牲にして豊かな人々のために食料を生産する「新しい植民地主義」の問題を生み出すとして警告している。韓国は大宇ロジスティックスがマダガスカルにバイオ燃料用のトウモロコシを栽培するための農地を確保した。リビアはウクライナの25万haの土地を確保し、中国は東南アジアの土地を確保するために調査を開始した。ファンドを含むアラブの石油富豪の投資家はスーダン、エチオピア、ウクライナ、カザフスタン、パキスタン、カンボジア、タイ王国を調査している。

## 気候変動

### 農業
国連の気候報告書によると、ガンジス川やインダス川、ブラマプトラ川、長江、メコン川、サルウィン川や黄河などアジアの大河の水源であるヒマラヤの氷河は、2035年までに気温の上昇によって消失してしまう可能性があるという。ヒマラヤの氷河を水源に持つ河川の流域にはおよそ24億人が住んでいる。インド、中国、パキスタン、アフガニスタン、バングラデシュ、ネパール、ミャンマーは今後数十年の間に洪水と深刻な旱魃に襲われる可能性がある。インドではガンジス川は飲料水や農業用水として、5億人以上の水がめになっている。ロッキー山脈やシエラネバダ山脈などの山々の氷河が水源である北米の西海岸もまた影響を受けている。氷河の消失は途上国だけの問題ではなく、海水面もまた気候変動によって上昇していると報告されており、農業に利用できる土地も減少している。
世界食料貿易モデルによると、気候変動は世界の他の地域においても穀物の収穫量に大きな影響を与え、特に多くの途上国が位置する低緯度の地域においてその傾向が顕著であると予想されている。最近の穀物価格の上昇以後、途上国は穀物の栽培に力を入れている。このため、全ての穀物の価格が2-2.5%上昇し、飢餓の状態にある人々の数は1%増えた。 収穫量の減少は低緯度、熱帯地域の農家が直面している問題の一つに過ぎない。農務省によると農家が作物を植えるタイミングと成長期の長さは原因不明の土壌の温度と水蒸気の状態変化のため劇的に変化していくだろうと予想されている。

### 子供
2008年4月29日、イギリスユニセフ協会は世界で最も貧しく、最も傷つきやすい子供が、気候変動の影響で最も被害を受けていると報告した。「私たちの気候、私たちの子供、私たちの責任。気候変動が世界の子供たちに与える影響」と題された報告書は、特にアフリカやアジアにおいて、清潔な水や食料を手に入れることはますます難しくなるだろうと述べた。

## 小麦の茎さび病
現在、Ug99による小麦の茎さび病がアフリカからアジアにかけて広がっており、懸念されている。この毒性の強い小麦の病気は世界の主な品種の小麦を枯らし、数百万人を飢餓に追いやっている。Ug99はアフリカからイランに広がり、既にパキスタンにも広がっているかもしれない。
小麦の作物野生類縁種の遺伝的多様性は耐さび性を持った近代的な品種に改良されるために利用されている。小麦野生種の起源の中心はさび病のため耐さび性を持った品種が生き残り、そしてその遺伝的情報が解析され、ついに抵抗力を持った遺伝子を野生種から現代種に転移させるため、それらは現代の育種学の方法によって交配された。

## 独裁と盗奪政治
ノーベル賞を受賞した経済学者であるアマルティア・センが認めているように、「食料問題が政治と関係がないということはありえない」。旱魃や他の自然現象は飢饉が起きるための条件であるが、政府の作為あるいは不作為がその程度を、しばしば飢饉が起きるかどうかさえ決定する。20世紀には国家の政府が食料安全保障を意図的に害した例に満ちている。
政府が力づくであるいは不公正で閉鎖的な手段を用いた選挙によって権力を奪取したとき、彼らの支持基盤はしばしば限定的で、仲間やパトロンをひいきにする。そのような状況では「国内の食料の流通は政治的な問題となる。ほとんどの国はたいていの場合、最も影響力と権力をもつ家族や企業がある都市部に優先順位を与える。政府は一般的にしばしば農家や地方の存続を無視する。政府の支援を必要とするもっと遠くの開発中の地域はさらに軽視される。多くの農業政策、とりわけ農作物の価格に関する政策は地方を差別したものとなる。政府はしばしば基本穀物の価格を人為的に低く抑える。こうして彼らは不安定な状況を効果的に回避する」。
さらに独裁者や軍事的指導者は食料を武器として利用し、彼らの統治に反対する地域には与えない一方で、彼らの支援者には報酬として与えられる。そのような状況下では食料は貨幣として利用され、それによって支援を買収し、飢饉は対立するものに対する効果的な武器として利用される。
盗奪政治への強い傾向を持つ政府は、豊作のときでさえ食料安全保障を脅かす。政府が貿易を独占するとき、農家は輸出向けの換金作物を自由に作ることができるかもしれないが、世界の市場価格より低い価格で販売することは許されない。それから政府は穀物を世界の市場価格で販売し、その差分を自らの懐に入れる。これはやる気のある農家が懸命に働いても逃れることができない人為的な「貧困の罠」を生み出す。
法の支配が存在しないとき、あるいは私有財産制度が存在しないとき、農家は生産性を改善しようとする動機をほとんど得ることができない。もしある農地が隣の農地より著しく生産的であるなら、それは政府に影響を与える個人の目標になりうる。農家は予想されるリスクをとって土地を失うよりは、与えられた平凡的な安全に満足するかもしれない。
かつてウィリアム・バーンスタインが彼の著書「『豊かさ』の誕生」の中で指摘したように、「財産を持たない個人は飢餓に陥りやすく、恐怖と空腹のため国家の意思に服従しやすい。もし（農民の）財産が国家によって恣意的に侵されるならば、権力者は異なる政治的、宗教的意見を持つものを分断するため、必ず彼らを脅す人間を雇うだろう」。

## 経済的アプローチ
発展途上国では食料安全保障を改善するため様々な経済的アプローチがとられている。以下に3つの典型例を挙げる。最初はほとんどの国々の政府と国際機関によって提唱されている典型的なものであり、他の2つはNGO（非政府組織）にとってより普遍的なものである。

### 西洋的な視点
西洋化された国家で普遍的な農家の利益を最大化するという考えは、農業生産を最大化する最も確実な方法である。
農家に対して可能な限り最大限かつ最高品質の手段を与える（ここでいう手段とは生産技術を向上させたり、種子の改善や土地の所有権の確保、正確な天気予報などのことをいう）。しかし、どの手段を選ぶかは個々の農家の彼ら自身が持つ知識や地域の状況に応じて委ねられる。
他のビジネスと同様、利益率は通常、生産の増加が見込まれる部門に再投資され、このようにして将来の利益は増加する。通常、利益の多くは点滴灌漑などインフラの整備や農業の教育、温室など生産性を向上させる技術開発部門に費やされる。増加した利益は農家の二期作や土壌改善計画、耕作可能地の拡大へのインセンティブをも誘引し、増大させる。

### 食の正義

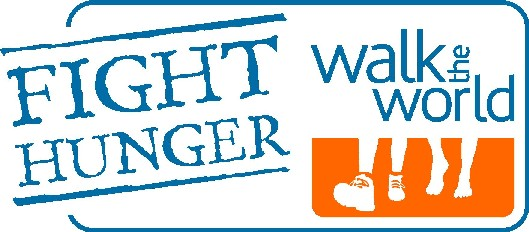
飢餓との戦い: 国連世界食糧計画のイニシアティブによって世界を歩こうキャンペーンが行われている

食料安全保障を達成するため、代替的な視点から共通のアプローチがとられている。それは地球上で世界のすべての人々を空腹や飢餓の恐怖から解放することができる十分な食料が生産されていると指摘する。それは誰も経済的制約や社会的不平等のために十分な食料を得ることができずに生きることがないことを目標としている。]

このアプローチはしばしば食の正義として言及され、食料安全保障を人間の基本的な権利としてとらえる。それは慢性的な飢餓や栄養不良をなくす手段として、食料、特に穀物の公平な分配を提唱している。食の正義運動の核心は欠けているのは食料ではなく、受け取るものの経済的事情にかかわらず公平に分配しようとする政治的意志であるという信念である。

### 食料主権
3つめのアプローチは食料主権として知られている。それはいくつかの点で食の正義と重なっているが、まったく同じというわけではない。それは多国籍企業の活動を新しい植民地主義としてとらえる。それは貧しくなった国々、とりわけ熱帯の農業的資源を買収する財政的資源を有していると強く主張する。彼らはこれらの資源を熱帯以外の先進国に販売する商品作物を独占的に生産させる政治的影響力を有しており、その過程でより生産的な土地から貧しい者を追い出す。このような見地の下では持続可能な農業を営む農家には耕作可能な農地のみが残され、生産性という点ではわずかしかなく、多国籍企業にとっては何の興味もない。
それは商品作物の栽培を禁止し、そうすることによって地元の農家に持続可能な作物の栽培に専念させることを提唱している。また先進国が発展途上国に少ない補助金を与えることを許可することをいわゆる「輸入ダンピング」であるとして反対している。

## サミット等

### 世界食料サミット
世界食料サミットは飢餓と戦う責任感を新たにすることを目的として、1996年ローマで開催された。国連の世界食糧農業機関は栄養不足の人が増加し、農業の生産力が将来の食料需要を満たすことができるのか懸念が高まったことを受けてサミットの開催を呼びかけた。世界食糧安全保障に関するローマ宣言と世界食料サミット行動計画という2つの鍵となる文書が採択された。

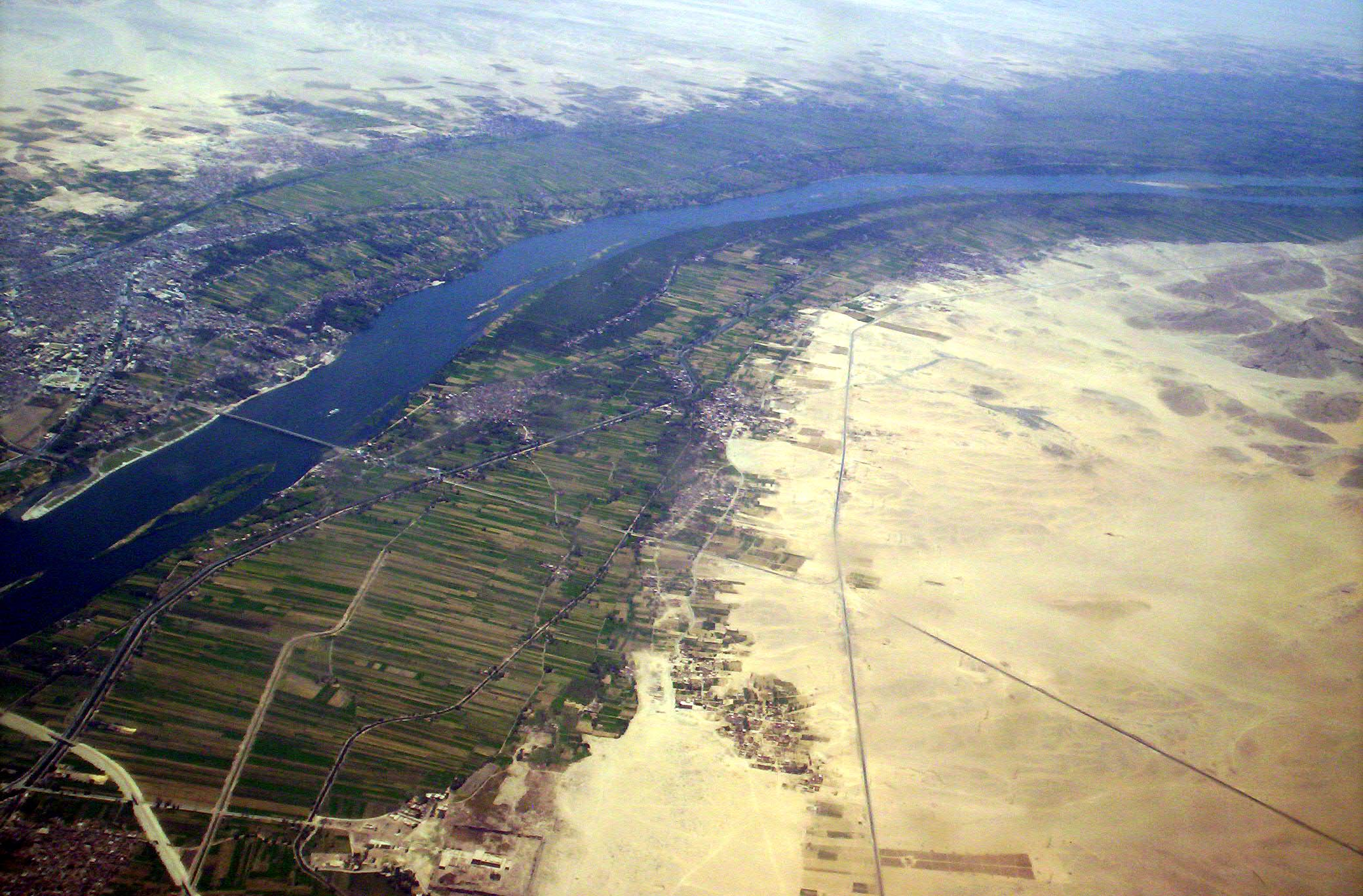
エジプトの乾いた砂漠地帯の農業のために灌漑運河が開かれた。

ローマ宣言は国連加盟国に2015年までに地球上で慢性的な栄養不足に悩む人の数を半分に減らすことを呼びかけた。行動計画は食料安全保障を個人、家族、国家、地域そして地球レベルで達成するため、政府やNGOの数値目標を設定した。

### 世界食料安全保障サミット
2009年11月16日から18日にかけて、世界食料安全保障サミットがイタリアのローマで開催された。サミットの招集は2009年6月の国連食糧農業機関の理事会において、事務局長で博士のジャック・ディウフからの提案により決定された。サミットは国連食糧農業機関の本部で行われ、国家や政府の代表が集まることが期待されている。

### APEC食料安全保障担当閣僚会合
2010年10月、新潟で開かれた第1回APEC食料安保担当閣僚会合では、世界的な人口増加や異常気象などを背景に食料不足への懸念が強いことを受け、農産物の安定供給強化に向け協力することをうたった「新潟宣言」を採択した。
2012年5月30日・31日にカザンで行われた第2回APEC食料安保担当閣僚会合では、「新潟宣言」に引き続き取り組むことを再確認するとともに、食料安全保障の確保への取組みとして、多様な農業の共存を図りながら農業生産を拡大すること等について議論が行われ、「APECの食料安全保障に関するカザン宣言」が採択された。

## 食料安全保障の実現に向けて
「常に十分な食料を得ることができない人々の数は8億人と依然として多いままであり、大きく減ってはいない。世界の栄養不良の人々の60%はアジアに住んでおり、1/4はアフリカに住んでいる。しかし、飢えの状態にある人の割合はアフリカ（33%）がアジア（16%）より多い。最新のFAOの資料によると、アフリカにある22ヵ国のうち、16ヵ国で栄養不良の状態にある人の割合が35%を越えている」。

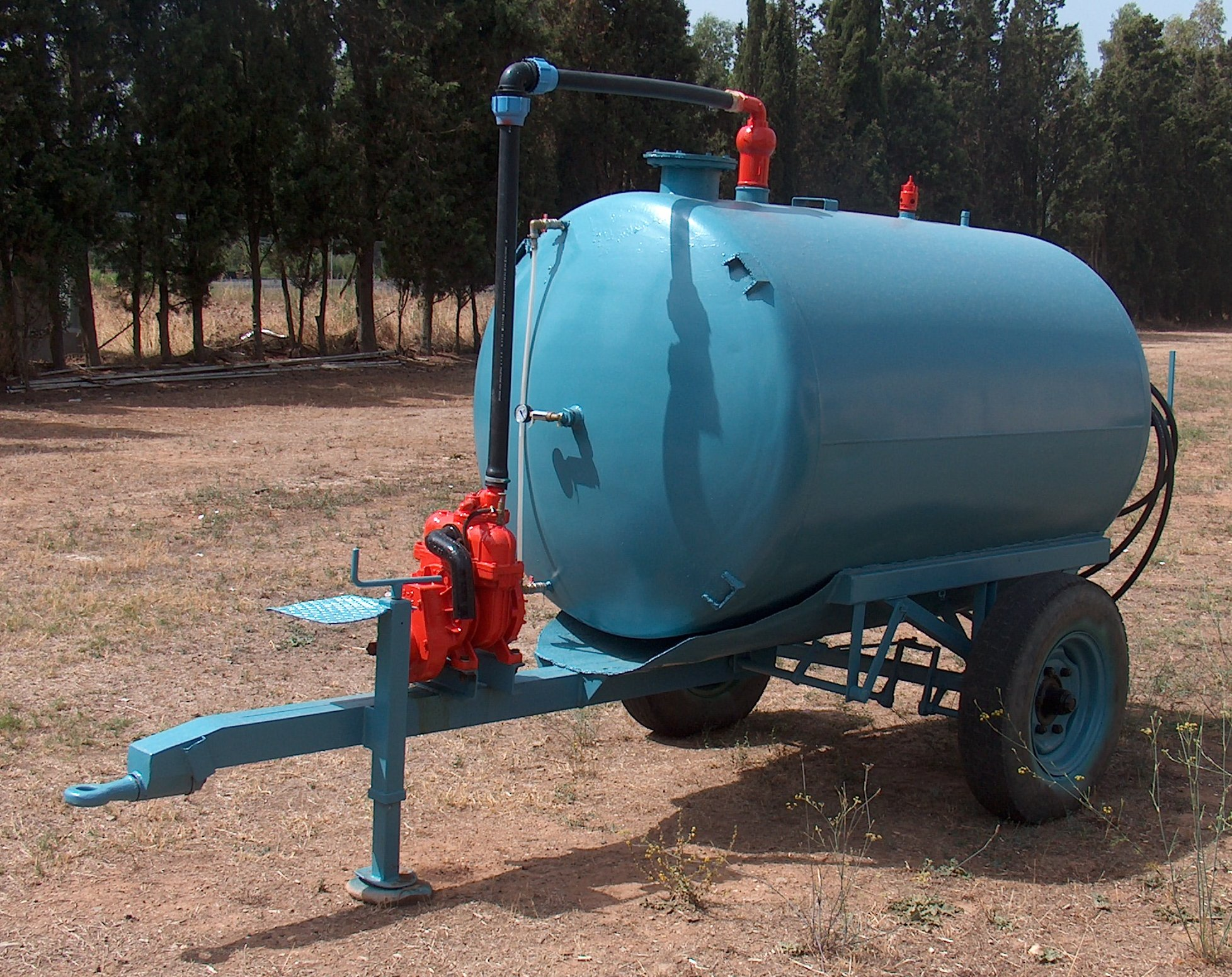
液体肥料散布器、設備が農業生産性を向上させるために利用されている。

 『2003年度版世界食料有事国家』の中でFAOは次のように述べている。
「一般的に飢えに苦しむ人の数を減らすことに成功した国では急速な経済成長を遂げることができたと特徴付けられ、特に農業部門の成長が顕著であった。また、低い人口増加率、少ないHIV感染者数、高い人間開発指数も見られた」。
FAOによると、農業と人口増加率の問題の解決は、食料安全保障を実現する上で不可欠であるという。他の機関や個人（例：ピーター・シンガー）もまたこのような結論に至り、農業の改善と人口抑制を唱えている。
アメリカ国際開発庁は地方の収入を増加させ、食料有事のリスクを軽減するための鍵となる農業の生産性を向上させるいくつかのステップを提案している。それらには次のようなものが含まれる。
- 農業の科学と技術を向上させる。現在の農作物の収穫量では増え続ける人口に対して不十分である。特に農業生産性の向上は経済成長に拍車をかける。
- 所有権の保護と金融の保証
- 教育と健康の改善を通じた人的資本の向上
- 責任原則と公的機関における透明性と法の支配に基づいた対立の予防と解決のメカニズム民主主義と統治は社会から傷つきやすい構成員を減らす基本である

国連ミレニアム開発目標は世界で食料安全保障を実現することを目指したイニシアティブの1つである。その目標のリストでは、最初のミレニアム開発目標の中で国連が「極度の飢えと貧困を撲滅し」、「それが予定通りに達成されるためには農業生産性が鍵になるだろう」と述べられている。
特に、熱帯の国々において食料となる野生の植物を集めることは効果的な生存の代替方法になりそうであり、貧困削減の役割を果たすかもしれない。

### 農業、飢え、貧困の関連性
飢えと貧困を撲滅するためには、これら2つの不正の関連性について理解することが必要である。飢えとそれに付随して起こる栄養失調は、貧しい人々の学習や労働、本人および家族の健康管理を妨げ、貧困から逃れることを阻害している。食料有事は物理的に食料を手に入れることができない場合、十分な食料を手に入れるだけの社会的・経済的成功を収めていない場合、または食料が十分に活用されていない場合に人々が栄養不良になっているときに存在する。食料有事の状態にある人々とは十分でない、またバランスを欠いた食事によってエネルギーや栄養素の不足に起因する伝染病や病気のため体が効果的に食料を消化できない物理的症状を示す人や、必要最低限のエネルギーが摂取できていない個人である。栄養と健康の領域内で体内における食品の生理的利用を考慮し、栄養価のある食料を十分に摂取できないことにのみ言及することによって別の見方から食料有事の概念を定義することもできる。栄養失調は健康を害することにもつながり、そのためその人は家族に食料を与えることができなくなってしまう。もし、解決されないまま放置されれば、飢えは栄養失調者の続出につながり、成人の労働力減少と健康な子供が生まれる機会の減少、子供の学習能力や生産的、健康的で幸せな人生を送る機会を奪うことになる。この人間開発の切り捨ては次の世代の国家の経済成長の潜在能力を徐々に蝕む。
農業生産性と飢え、貧困には強い、直接的な関連性がある。世界の貧困者の3/4は地方部に住んでおり、彼らは農業によって生計を立てている。これらの地域における飢えと子供の栄養不良は都市部に比べて多い。それだけでなく、自給自足の農業のみによって収入を得る地方の人口の割合が高ければ高いほど（進んだ技術と市場を利用する利益を得ることなく）、栄養不良の発生率は高くなる。そのため、小規模農家を対象にした農業生産性の改善はまず地方の貧しい者を益することを目的としている。
農業生産性の向上は農家がもっと多くの食料を生産することを可能にし、それはすなわちよりよい食事と、対等な競争の場が与えられた市場の状態の下での農家の収入の増加につながる。農家はもっと多くのお金があればより多様で付加価値のある作物を生産すると思われ、彼らのみならず経済全体に資する。

### （亜）熱帯地域の零細農家にとってのバイオテクノロジー
発展途上国における遺伝子組み換え作物を栽培している地域の広がりは先進国におけるそれに追いつきつつある。ISAAA（国際アグリバイオ事業団）によると、遺伝子組み換え作物を栽培する農家は2004年の17ヶ国、825万人から、2005年は21ヶ国、約850万人に増加した。2005年に遺伝子組み換え作物を栽培する地域が世界で最も増えたのはブラジルで、2004年の50,000 km²から2005年は94,000 km²と44,000 km²増加したと推定されている。インドの増加率はほかの国々よりはるかに高く、2004年の5,000 km²から2005年は約3倍の13,000 km²になった。
より近代的な方法によって生み出される現在のさまざまな種類の高い調整コストは発展途上国の農家に適した近代的な遺伝子学の手法による遺伝子組み換え作物の開発の障害となっている。しかし一度新種が開発されれば、新しい種子は農家にとって好ましい包括的な流通手段の改善をもたらす。
現在、いくつかの研究所や研究グループは原則として非営利で開発が遅れている国々の人々とバイオテクノロジーを共有する計画を持っている。これらの研究所は生殖質や植物防疫などの高いリサーチや登録のコストがかからないバイオテクノロジーの手法を利用している。

## 食料安全保障のリスク

### 化石燃料への依存
緑の革命の結果として農産物が増産を続ける中、その過程におけるエネルギーの利用（作物の生産はエネルギーの消費を必須とするため）もまた劇的な増加率を示し、作物の生産に要するエネルギーの効果の割合は減少してきた。緑の革命の技術はまた化学肥料と殺虫剤と除草剤に著しく依存し、そのうちのいくつかは化石燃料から開発しなければならず、農業の石油製品への依存をもたらした。
1950年から1984年にかけて、緑の革命は世界の農業を変え、世界の穀物の生産量は250%にまで増加した。緑の革命のためのエネルギーは化学肥料（天然ガス）、殺虫剤（石油）、そして炭化水素による灌漑によって供給されている。
コーネル大学で環境学と農学の教鞭を執る教授のデイヴィッド・ピメンテルと国立食料・栄養研究所で主任研究員を務めるマリオ・ジャムピエトロは、「食料、土地、人口と米国経済」と題する研究において、持続可能な経済が支えることができるアメリカの人口は2億人であると指摘している。持続可能な経済を維持し、大災害を防ぐため、アメリカは少なくとも人口を1/3減少させなければならず、世界人口も2/3減少させなければならないと研究は述べている。
この研究の著者たちは言及されている農業の危機は2020年以降に人類に与える打撃のほんの序章が始まっただけに過ぎず、2050年までに危機的なものになることはないだろうと信じている。来るべき地球規模の石油産出の頭打ち（とその後に続く産出の低下）と北米における天然ガス産出の頭打ちはこの農業の危機の到来をずっと早めるだろうと予想されている。 地質学者のデイル・アレン・ファイファーは来るべき数十年、かつて経験したことのない休むことのない食料価格の上昇と大規模な飢餓が地球規模で見られるだろうと主張している。
しかし、一つ指摘しておかなければならないのは、（数字はザ・ワールド・ファクトブックから）、アメリカよりはるかに人口密度の高いバングラデシュが2002年に食料の完全自給を達成したことである。（アメリカの人口密度は30km2当たり1000人であるのに対し、バングラデシュは1km2当たり1000人であり、これは30倍以上である）。それもアメリカが利用するのに比べてほんのわずかな石油、ガス、電気によってである。また、産業革命以前の中国の零細農家や造園家は1km2当たり1000人以上の人口を養うことができるの農業技術を開発していた（1911年のF.H.キングの報告、東アジア四千年の永続農業を参照）。

### 価格設定
2008年4月30日、タイは米の価格カルテルにつながる恐れのある米輸出国機構を創設する計画を発表した。

### 食料を他の国際貿易商品と同様に取り扱うこと
2008年10月23日、アソシエイテッド・プレスは次のように報じた。
 "ビル・クリントン元大統領は木曜日、国連において次のように述べた。世界食料危機は食料を世界の貧しい人々のようになくてはならないものでなく、"カラーテレビのように"取り扱うことによって、"私を含む我々すべてを襲った"。クリントンは特に肥料や品種改良を受けた種子、その他農業を続けるために必要な政府の助成金を受けられなくなったアフリカの人々が追い詰められているとしてアメリカから支援を受けた世界銀行や国際通貨基金、その他の団体によるここ数十年の政策立案を批判した。アフリカの食料自給率は低下し、食料輸出は増加した。

現在穀物の国際価格は暴騰し、2006年から2008年の初めの間で平均して倍以上になり、貧困に苦しむ国の多くの人々をさらなる貧困に追いやった。"[2008年10月16日]

### 引用文献
1. ↑  農林水産省|『食料安全保障とは』
2. ↑  アメリカ合衆国農務省(USDA) |"Food Security in the United States: Measuring Household Food Security"
3. ↑  国際連合食糧農業機関日本事務所 |「食料安全保障 Food Security とは」『組織概要/活動（目的・使命）』